# Hirschentanz (Gemeinde Breitenfurt)
Hirschentanz ist eine Siedlung in der Katastralgemeinde Breitenfurt der Gemeinde Breitenfurt bei Wien, Niederösterreich.

## Geografie
Die Siedlung Hirschentanz liegt südwestlich des Ortskerns von Breitenfurt-Ost und nördlich des Lattermaißberges und ist von der Landesstraße L2102 aus über die Hirschentanzstraße erreichbar.
Im Franziszeischen Kataster von 1819 ist die Flurbezeichnung als Weide verzeichnet. Die Besiedelung begann in der Zwischenkriegszeit um 1930.